# 객관성 (과학)
객관성은 과학에서 진실을 밝히기 위해 편향이나 감정, 가짜 믿음에서 벗어나는 것이다. 과학적 방법에 의해 객관성을 추구한다. 연구부정행위의 결과는 객관성이 없다.

## 같이 보기
- 객관